# Simultankirche St. Philipp und Jakob (Vogelbach)
Die Simultankirche St. Philipp und Jakob ist ein Gotteshaus in Vogelbach (Pfalz). Der romanische Saalbau nach Art der Wormser Schule entstand im 12. Jahrhundert. Sein achteckiger spätgotischer Turm prägt das Ortsbild.

## Geschichte
Die Kirche wurde 1131 auf Veranlassung der Grafen Friedrich von Saarwerden und Dietrich von Homburg erbaut und 1150 als Spitalkirche eingerichtet. Sie unterstand seit dem 13. Jahrhundert dem Zisterzienserkloster Wörschweiler.

## Ausstattung
Neben spätromanischen Bauteilen (kuppelförmig gewölbte Apsis, eingezogener Chor, Langhaussockel, Westportal) enthält sie auch spätgotische (Sakramentshäuschen, Kreuzrippengewölbe im Chor, Maßwerkfenster an der Südseite des Chores, achteckiger Turm in der Südwestecke, Taufstein), barocke und neuzeitliche Stilelemente.

## Bedeutung
Das Gotteshaus ist eines der ältesten Baudenkmäler der Pfalz und diente zur Einkehr und Rast sowie der Krankenpflege. Es war schon im Mittelalter ein Anlaufpunkt für Pilger, die sich quer durch die Pfalz über die Nordroute der Pfälzer Jakobswege auf den Weg nach Santiago de Compostela zum Grab des hl. Jakobus in Spanien begaben. Hinweis auf die Bedeutung in dieser Zeit sind die Patrone der Kirche, die Apostel Philipus und Jakobus, die auch die Patrone der Kathedrale in Santiago sind. Ab 1672 diente sie als Simultankirche beiden Konfessionen als Gotteshaus.
Seit 1986 ist die Kirche laut der Haager Konvention geschütztes Kulturgut.